# John Thomas (strzelec)
John M. Thomas – amerykański strzelec, wicemistrz świata.

## Życiorys
Pochodził z Nebraski. Przed I wojną światową startował w zawodach strzeleckich jako przedstawiciel amerykańskiej kawalerii. 17 lutego 1919 roku zaciągnął się do Marines jako szeregowiec, mając wówczas 18-letnie doświadczenie wojskowe. W 1921 roku był sierżantem zbrojmistrzem w Marines. 
W latach 1920–1926 czołowy strzelec pistoletowy tej formacji. W tym czasie dwukrotnie zwyciężył w Marine Corps Pistol Match (1921–1922) i General Custer Trophy (1920–1921). W 1921 roku wygrał w National Individual Pistol Match.
Thomas raz zdobył medal mistrzostw świata. Na turnieju rozegranym w 1921 roku uplasował się na drugim miejscu w indywidualnych zawodach w pistolecie dowolnym z 50 metrów, ponosząc porażkę wyłącznie z Hansem Hännim.
Autor książki Instructions in Learning Accurate Pistol Shooting (1922).

## Medale mistrzostw świata
Opracowano na podstawie materiałów źródłowych:
| Mistrzostwa | Konkurencja            | Wynik    | Miejsce |
| ----------- | ---------------------- | -------- | ------- |
| Lyon 1921   | Pistolet dowolny, 50 m | 506 pkt. |         |